# Белогорка (Тюхтетский район)
Белогорка — деревня в Тюхтетском районе Красноярского края России. Входит в состав Зареченского сельсовета. Находится на берегах реки Тайлок (приток реки Четь), примерно в 18 км к северо-северо-западу (NNW) от районного центра, села Тюхтет, на высоте 167 метров над уровнем моря.

## Население
| 2010 |
| ---- |
| 9    |

По данным Всероссийской переписи, в 2010 году численность населения деревни составляла 9 человек (5 мужчин и 4 женщины).